# Guvernementet Jelizavetpol
Guvernementet Jelizavetpol var ett guvernement i generalguvernementet Kaukasus i Kejsardömet Ryssland i Transkaukasien.
Det sträckte sig på ömse sidor om Kura och begränsas i norr och söder av väldiga bergsryggar om 3-4 tusen m. höjd. Befolkningen består till 56 procent av azerier, 35,4 procent av armenier, 4,6 procent av kurder, vidare av lezginer, ryssar och judar samt 3 000 tyskar.
Huvudnäringar var jordbruk, vin- och silkesodling samt boskapsskötsel. Av industrier märktes kopparhyttor samt silkesspinnerier och väverier. En del av järnvägen Tiflis-Baku gick genom guvernementet som var delat i åtta kretsar. 